# Alexander Borissowitsch Tschakowski
Alexander Borissowitsch Tschakowski (russisch Александр Борисович Чаковский; * 13. Augustjul. / 26. August 1913greg. in Sankt Petersburg; † 17. Februar 1994 in Moskau) war ein sowjetischer Schriftsteller.

## Leben
Tschakowski entstammte einer wohlhabenden jüdischen Familie. Sein Großvater väterlicherseits lebte als Händler der ersten Gilde und als Großgrundbesitzer in Samara. Sein Vater war Arzt, sein Onkel war Anwalt in Moskau. Alexander Tschakowski verbrachte seine Jugend in Samara, wo er 1930 die Schulbildung abschloss und anschließend nach Moskau zog. Als Gymnasiast beteiligte er sich an der staatlichen Kampagne Likbes zur Ausrottung des Analphabetismus und an der Kollektivierung. 1937 veröffentlichte er erste literaturkritische Artikel, studierte dann bis 1938 am Maxim-Gorki-Literaturinstitut und war anschließend Assistent am MIFLI (Московский институт философии, литературы и истории). Seine ersten Buchpublikationen, literarische Porträts der Schriftsteller Henri Barbusse und Martin Andersen Nexø, erschienen 1940.
Am Großen Vaterländischen Krieg nahm Tschakowski als Kriegsberichterstatter an der Wolchow-Front und danach an der 3. Baltischen Front teil.
Seine Kriegserfahrungen prägten sein literarisches Werk. 1944 legte er den ersten Teil seines dokumentarischen Romans Es war in Leningrad über die Blockade Leningrads vor. Es folgten Werke wie der als „Tauwetter“-Roman gehandelte Licht eines fernen Sterns (1962; von Iwan Pyrjew 1965 verfilmt). Mit dem umfangreichen Roman Die Blockade (1968/75; verfilmt 1973/78 unter der Regie von Michail Jerschow) wandte er sich erneut der Leningrader Blockade zu, und in der Trilogie Der Sieg (1979; 1985 von Jewgeni Matwejew verfilmt) behandelte er die Endphase des Zweiten Weltkriegs und die Potsdamer Konferenz. Diese voluminösen Spätwerke zeigen eine Rückkehr Tschakowskis zu einer überhöhten, unkritischen Darstellung Stalins, die auch in den sozialistischen Ländern durchaus kritisch gesehen wurde, während er im Westen durchgängig als ideologischer Hardliner wahrgenommen wurde.
Von 1959 bis 1963 war Tschakowski Chefredakteur der Zeitschrift Inostrannaja Literatura, von 1963 bis 1988 Chefredakteur der Literaturnaja gaseta. Von 1962 bis 1991 war er zudem einer der Sekretäre des Schriftstellerverbands der UdSSR.
Tschakowski wurde vielfach ausgezeichnet, so 1950 mit dem Stalinpreis für Bei uns ist schon Morgen, 1978 mit dem Leninpreis für Die Blockade und 1983 mit dem Staatspreis der UdSSR für Der Sieg, außerdem viermal mit dem Leninorden, dem Orden der Oktoberrevolution, dem Orden des Roten Banners der Arbeit, dem Orden des Roten Sterns und 1973 mit dem Titel Held der sozialistischen Arbeit. Von 1966 bis 1989 war er Mitglied des Obersten Sowjets der UdSSR und von 1971 bis 1986 Kandidat des ZK der KPdSU.
Sein Grab befindet sich auf dem Kunzewoer Friedhof.

## Werke
Romane:
- Это было в Ленинграде. Leningrad 1944, 1945, 1947 (3 Bände: Военный корреспондент, Лида, Мирные дни)
  - deutsche Ausgabe: Es war in Leningrad (= Band 1/2). SWA-Verlag, Berlin 1947 (übersetzt von Ina Tinzmann); Friedliche Tage (= Band 3). Verlag Kultur und Fortschritt, Berlin 1950 (übersetzt von Alfred E. Thoss)
- У нас уже утро. Magadan 1949
  - deutsche Ausgabe: Bei uns ist schon Morgen. Verlag Kultur und Fortschritt, Berlin 1950 (übersetzt von Veronica Ensslen)
- Хван Чер стоит на посту. Moskau 1952
  - deutsche Ausgabe: Huan Tscher hält Wacht. Verlag Kultur und Fortschritt, Berlin 1953 (übersetzt von Marga Bork)
- Год жизни. Moskau 1956
  - deutsche Ausgabe: Rivalen. Verlag Kultur und Fortschritt, Berlin 1958 (übersetzt von Willi Berger)
- Дороги, которые мы выбираем. Moskau 1960
  - deutsche Ausgabe: Die Straßen, die wir wählen. Verlag Kultur und Fortschritt, Berlin 1962 (übersetzt von Willi Berger)
- Свет далекой звезды. Moskau 1962
  - deutsche Ausgabe: Licht eines fernen Sterns. Verlag Kultur und Fortschritt, Berlin 1963 (übersetzt von Traute und Günther Stein)
- Блокада. Moskau 1968, 1971, 1975 (5 Bände)
  - deutsche Ausgabe: Die Blockade. Verlag Volk und Welt, Berlin 1974, 1975, 1977 (3 Bände; übersetzt von Marlene Milack und Harry Burck)
- Победа. Moskau 1978, 1981 (3 Bände)
  - deutsche Ausgabe: Der Sieg. Verlag Volk und Welt, Berlin 1981, 1982, 1984 (3 Bände; übersetzt von Harry Burck)
- Неоконченный портрет. Moskau 1984
  - deutsche Ausgabe: Unvollendetes Porträt. Verlag Volk und Welt, Berlin 1985, 1986 (2 Bände; übersetzt von Harry Burck)
- Нюрнбергские призраки. 1989

Dramen:
- Свет далекой звезды. Moskau 1963 (mit Pawel Pawlowski)
- Время тревог. Moskau 1965 (mit Pawel Pawlowski)
- Невеста. Moskau 1966 (mit Pawel Pawlowski)

Sachbücher:
- Анри Барбюс: Литературный портрет. 1940
- Мартин Андерсен Нексё. 1940
- Кого фашисты сжигают (Страницы из жизни Генриха Гейне). 1941
- Тридцать дней в Париже. Moskau 1955
- Блаженны ли нищие духом? Moskau 1970
  - deutsche Ausgabe: Achtzigtausend Kilometer im Kreis. Über Hippies und Freiheit, Schein und Wirklichkeit. Verlag Neues Leben, Berlin 1971 (übersetzt von Hans Bentzien)